# Brulange
Brulange (deutsch Brülingen) ist eine französische Gemeinde mit 99 Einwohnern (Stand 1. Januar 2022) im Département Moselle in der Region Grand Est (bis 2015 Lothringen). Sie gehört zum Arrondissement Forbach-Boulay-Moselle.

## Geografie
Die Gemeinde Brulange liegt im Tal der Rotte, etwa 30 Kilometer südöstlich von Metz. Unmittelbar südlich des Kernortes verläuft die Bahnlinie Paris-Straßburg (LGV Est européenne). Das Gemeindegebiet umfasst 5,85 km². Nachbargemeinden sind Thicourt im Norden, Thonville im Nordosten, Suisse im Osten, Destry im Südosten, Marthille im Süden, Lesse im Südwesten sowie Arraincourt im Westen.
Zu Brulange gehören die Einzelsiedlungen Niederlach und Moulin de la Croix (Kreuzmühle).

## Geschichte
Südwestlich von Brulange lag die Burg Gondremange (Gundremingen). Wahrscheinlich gehörte auch eine Siedlung zu der Befestigungsanlage. Die Burg wurde 1124 durch den Metzer Bischof Stephan von Bar zerstört. Gebäudereste waren Ende des 19. Jahrhunderts noch vorhanden.

## Bevölkerungsentwicklung
| Jahr      | 1962 | 1968 | 1975 | 1982 | 1990 | 1999 | 2007 | 2019 |
| Einwohner | 171  | 140  | 112  | 100  | 92   | 93   | 109  | 96   |

## Persönlichkeiten
- Amedée Paté (1846–1914), Großgrundbesitzer in Brülingen und Landtagsabgeordneter
- Jean-Baptiste Paté (* 29. Januar 1816 Brülingen; † 27. Mai 1887 ebenda), Großgrundbesitzer in Brülingen und Landesausschussmitglied
- Thomas Fulter (1832–1879), Ingenieur und Bürgermeister von Brülingen
- Ottomar Weber (1860–1928), deutscher Verwaltungsjurist im Reichsland Elsaß-Lothringen, verlebte zumindest den Ruhestand in Brülingen